# Jakkaphan Kaewprom
Jakkaphan Kaewprom (Thai: จักรพันธ์ แก้วพรม, * 24. Mai 1988 in Buriram) ist ein thailändischer Fußballspieler.

## Karriere

### Verein
Das Fußballspielen erlernte Jakkaphan in der Suphanburi Sport School. 2007 unterschrieb er seinen ersten Profivertrag beim thailändischen Erstligisten BEC-Tero Sasana FC. Für das Team stand er 54-Mal in der ersten Liga auf dem Platz und erzielte dabei 7 Tore. Seine nächste Station war Muangthong United, wo er 2010 einen Vertrag unterschrieb. Für den Club schoss er vier Tore in 35 Spielen. Nach der Hinserie der Saison 2011 wechselte er zum thailändischen Spitzenverein Buriram United. Mit Buriram feierte er sieben thailändische Meisterschaften, fünf Pokalsiege, sechs Ligapokalsiege, einmal den Championscup und viermal den Kor Royal Cup. Nach fast 200 Ligaspielen verließ er Ende Mai 2022 den Verein. Im Juni 2022 unterschrieb er in Ratchaburi einen Vertrag beim ebenfalls in der ersten Liga spielenden Ratchaburi FC. Nach der Saison 2024/25 wurde er zum Wertvollsten Spieler des Jahres gewählt.

### Nationalmannschaft
Bis heute lief Jakkaphan 21-Mal für die thailändische Nationalmannschaft auf.

## Erfolge
BEC-Tero Sasana FC
- Thailändischer Pokalfinalist: 2009

Muangthong United
- Thailändischer Meister: 2010
- Thailändischer Pokalfinalist: 2010

Buriram United
- Thailändischer Meister: 2011, 2013, 2014, 2015, 2017, 2018, 2021/22
- Thailändischer Pokalsieger: 2011, 2012, 2013, 2015, 2021/22
- Thailändischer Ligapokalsieger: 2011, 2012, 2013, 2015, 2016, 2021/22
- Thailändischer Champions Cup Sieger: 2019
- Kor Royal Cup Sieger: 2013, 2014, 2015, 2016
- Mekong Club Championship: 2015, 2016

## Auszeichnungen
Thai League
- Spieler des Jahres: 2017[3]
- Best XI: 2020/21
- Wertvollster Spieler des Jahres 2024/25[4]

## Sonstiges
Jakkaphan Kaewprom ist der Vater von Jakkarin Kaewprom.